# Katrin Klose
Katrin Klose (* 1. Mai 1990) ist eine deutsche Komponistin.

## Leben
Katrin Klose studierte Violine bei Valerie Rubin an der Hochschule für Musik Nürnberg, dann Lehramt Musik an der Hochschule für Musik Würzburg und zusätzlich BA-Komposition bei Heinz Winbeck, Tobias PM Schneid und Robert HP Platz. In der Klasse von Reinhard Febel studierte sie MA-Komposition an der Universität Mozarteum in Salzburg, danach PhD mit dem Schwerpunkt Vokalkomposition am Royal Conservatoire of Scotland in Glasgow bei Stuart McRae und bei Jonathan Cole vom Royal College of Music in London.
Ihre Musik wurde mit zahlreichen Kompositionspreisen ausgezeichnet. Außerdem erhielt sie den Kulturförderpreis der Stadt Amberg sowie das Jahresstipendium des Landes Salzburg in der Sparte Musik. Sie ist mehrfache Stipendiatin unter anderem des Deutschlandstipendiums, des Leistungs- und Studienstipendiums der Universität Mozarteum, des RCS Research Studentships sowie der Studienstiftung des Deutschen Volkes. 2021/22 verbrachte sie sechs Monate an der Cité Internationale des Arts in Paris als Stipendiatin des Bayerischen Staatsministeriums für Wissenschaft und Kunst.
Ihre Stücke wurden von namhaften Ensembles wie dem SWR Symphonieorchester, dem Hugo-Wolf-Quartett, Ensemble der/gelbe/klang, OENM Salzburg, the Red Note Ensemble, Ensemble NAMES, Tiroler Kammerorchester etc. bei Workshops und Festivals wie dem DIALOGE Festival Salzburg, tuns contemporans, Glasgow Cathedral Festival, PLUG Glasgow, Tage der Alten Musik Würzburg oder dem deutschen Chorwettbewerb aufgeführt.

## Werke (Auswahl)
- In die Sonnenweiten. Lebwohl für Sinfonieorchester (2012)
- 1. Streichquartett (2012–14)
- kham für Cello solo mit Daff (2015)
- Accord für Kammerorchester (2016/17)
- Aurora für Ensemble (2017)
- Sappho-Fragmente für Bariton und Klavier (2016)
- Mikrotonale Studie 1 für Ensemble (2016)
- Thou hast ravished my heart für sechsstimmigen Frauenchor (2016)
- Unewiges Eis für das Bundesorchester Spielleute (2018/19)
- Nachtsonne Kurzoper für Mezzosopran, Bariton, Sprecher und Ensemble (2018)
- Graufacetten für Sopran und Gitarre (2019)
- Wonnetraum – Käfig für Mezzosopran und Sinfonieorchester (2019)
- Farbwolken für großes Ensemble (2019/20)
- Voix celeste für Orgel solo (2020)
- Die Partie Kammeroper, Libretto: Anna Sophie Felser (2020/21)
- Piano concerto (2021/22)
- Sonnen Schwärzen für achtstimmig gemischten Chor (2022)
- Arten von seen für achtstimmig gemischten Chor (2022)
- The wall für Sopran solo mit Elektronik (2022/23)